# Seigneurie de Ristigouche
La seigneurie de Ristigouche était une seigneurie de l'Acadie, en Nouvelle-France.
Richard Denys, fils de Nicolas Denys, obtient une concession à Tjikog, désormais Atholville, lors du départ du père en France en 1671. Les Denys ne respectent pas les conditions de leur concession et celle-ci redevient une terre de la couronne.
La seigneurie de Ristigouche, d'une longueur de 12 lieues et d'une largeur de dix lieues, est accordée à Pierre Le Moyne, sieur d'Iberville et d'Ardillières en 1690. Richard Denys rachète la seigneurie en 1691 mais meurt la même année. Françoise Cailleteau, la veuve de Denys, épouse ensuite Pierre Ray-Gaillard et s'établit à Québec; il se peut qu'elle loue une partie de la seigneurie. L'établissement tombe toutefois à l'abandon. En 1753, la fille de Françoise Cailleteau vend la seigneurie de Ristigouche à un certain Bonfils, de Québec. En 1764, Bonfils tente de faire reconnaitre sa propriété de la seigneurie de Ristigouche mais celle-ci est refusée en vertu d'une loi de 1759 annulant toutes les concessions faites sous le régime français.